# Aparna Brielle

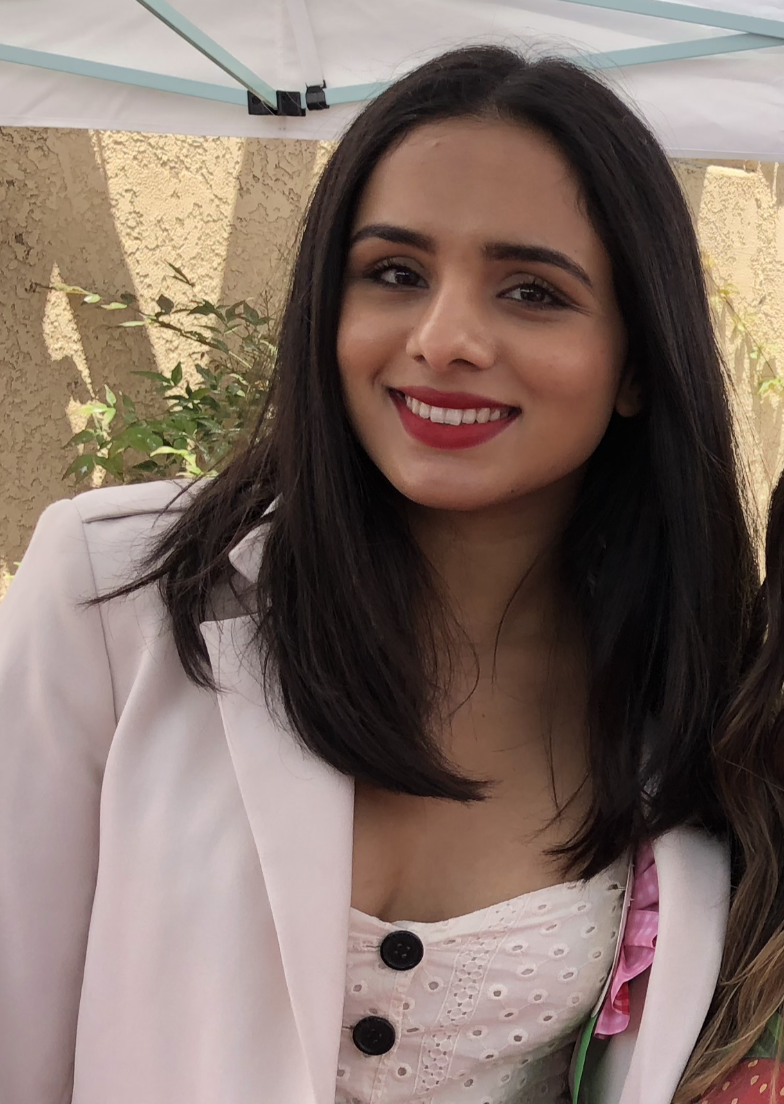
Aparna Brielle, 2018

Aparna Brielle (* 5. Februar 1994 in Clackamas, Oregon als Aparna Parthasarathy) ist eine US-amerikanische Filmschauspielerin. 
Aparna Brielles Eltern sind indische Einwanderer. Sie war schon als junges Mädchen Bharatanatyam-Tänzerin. Seit 2011 ist sie als Filmschauspielerin tätig und hatte zunächst kleinere Rollen in Fernsehserien. 2015 schloss sie ihr Marketing-Studium an der Linfield University in McMinnville (Oregon) ab.
Seit 2018 spielt sie in der Serie Mr. Griffin –  Kein Bock auf Schule als Sarika mit. 2019 spielte sie das syrische Mädchengang-Mitglied Jihad in der Komödie Jay and Silent Bob Reboot.

## Filmografie (Auswahl)
- 2012: Sunshine Girl and the Hunt for Black Eyed Kids
- 2014: Grimm (Fernsehserie, eine Folge)
- 2018–2021: Mr. Griffin – Kein Bock auf Schule (A.P. Bio, Fernsehserie)
- 2018–2019: The Dead Girls Detective Agency (Webserie, 27 Folgen)
- 2019: Jay and Silent Bob Reboot
- 2019: Ism
- 2020: Swiss and Lali Hijack Hollywood (Fernsehserie, sechs Folgen)
- 2021: Everyone Is Doing Great (Fernsehserie, eine Folge)
- 2022: Boo, Bitch (Comedy-Serie, 8 Folgen)
- 2023: Fubar (Fernsehserie)